# La Vôge
 (juillet 2017).
Pour la commune nouvelle du département des Vosges, voir La Vôge-les-Bains.
La Vôge est une revue régionale annuelle traitant de l'histoire locale de l'ancienne Seigneurie du Rosemont ou plus précisément de la Communauté de Communes des Vosges du Sud (Territoire de Belfort). Elle publie de nombreux articles sur l'histoire, les traditions, le patrimoine physique comme oral du pays sous-vosgien.  
Son contenu puise sa source dans l'Histoire locale et la révèle sous tous ses aspects : documents d’archives, arts et traditions populaires, patrimoine bâti, écrit ou enfoui, industries extractives, textiles et métallurgiques, anecdotes, chroniques, biographies, éphémérides et notes de lectures. 
L'association s'occupant de la revue, et particulièrement le travail important de l'érudit local François Liebelin ont permis de mettre en valeur le patrimoine minier du pays sous-vosgien. Son histoire et ses caractéristiques techniques sont ainsi détaillés dans un ouvrage imposant Mines et Mineurs du Rosemont. Ces recherches facilitent la restauration de certaines mines locales afin de les ouvrir au public.